# Amazonski hoko
Amazonski hoko (lat. Mitu tuberosum) je vrsta ptice iz roda Mitu, porodice Cracidae.
Rasprostranjena je u velikom dijelu Amazonije, iako je dosta ograničena u južnim područjima Amazone. Prije je bila smatrana podvrstom izumrle u prirodi Mitu mitu, ali danas se smatra zasebnom vrstom.
Ukupno je duga oko 83 centimetra. Perje joj je crne boje s plavkastim sjajem. Za razliku od ostalih članova roda Mitu, ima duboko kestenjasto područje između nogu i repa, te bijeli vrh repa. Kljun joj je crvene boje, te je zbijen i zaobljen, dok su noge narančaste boje.